# Świątynia w Garni
Świątynia w Garni (orm. Գառնու տաճար, Garnu taczar) – jedyny na terytorium Armenii zachowany budynek klasyczny.
Najpowszechniejszy jest pogląd, że budynek jest świątynią wybudowaną w I wieku n.e. ku czci Mitry, ale istnieje też teoria, że jest to mauzoleum rzymskiego króla Armenii Sohaemusa i dlatego, jako jedyny przedchrześcijański budynek sakralny, nie został zniszczony w trakcie konwersji Armenii na chrześcijaństwo. Wedle tej teorii budynek miał powstać ok. 175 r. n.e.
Świątynia miała zostać wybudowana przez króla Armenii Tiridatesa I. W czwartym wieku, po konwersji Armenii na chrześcijaństwo, została przekształcona na letnią siedzibę siostry króla Tiridatesa III, Chosrowiducht. Budynek uległ zniszczeniu podczas trzęsienia ziemi w 1679 roku. W początku dwudziestego wieku rozpoczęły się tu badania archeologiczne na dużą skalę, a w latach 1969–1975 zrekonstruowano go z użyciem oryginalnego budulca.
Na terenie świątyni została sfilmowana jedna ze scen w filmie Podróże Pana Kleksa, a sama świątynia posłużyła filmowcom jako pałac Magistra Pigularza II.

Garni
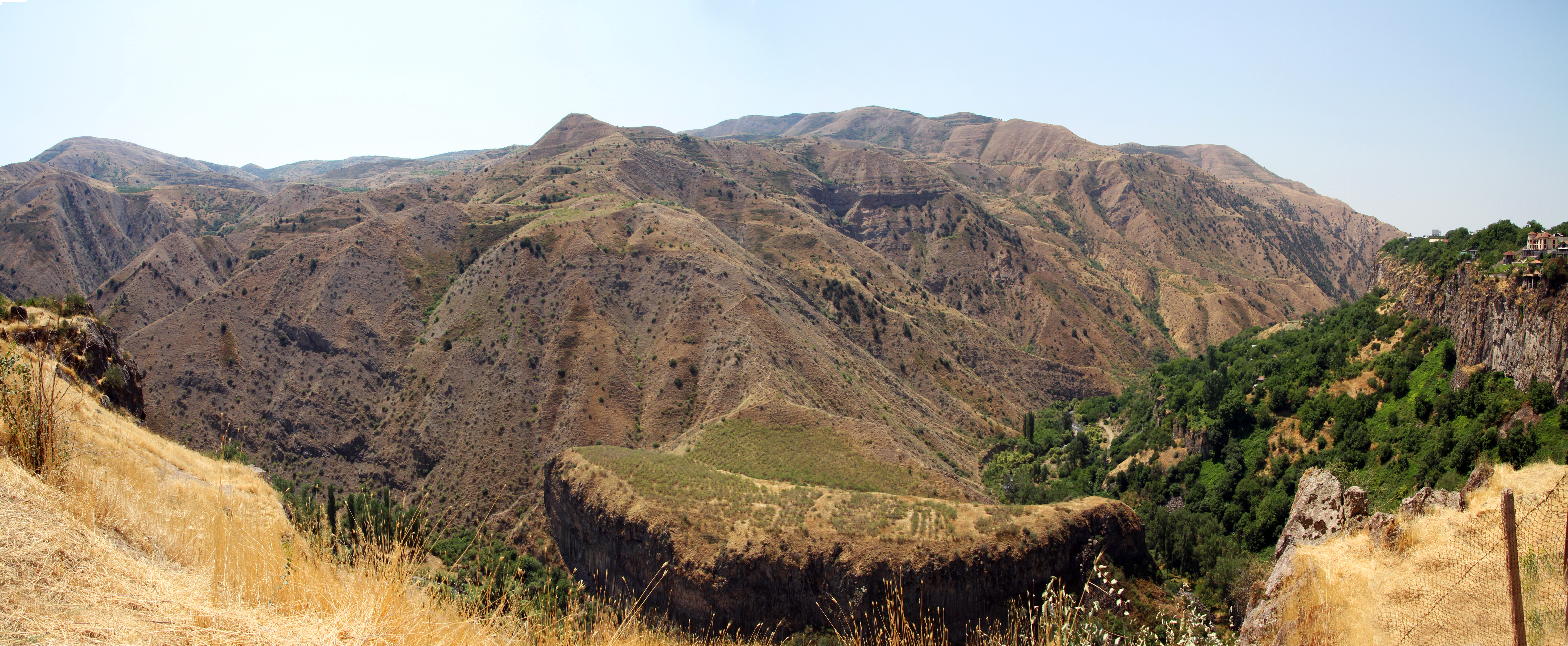
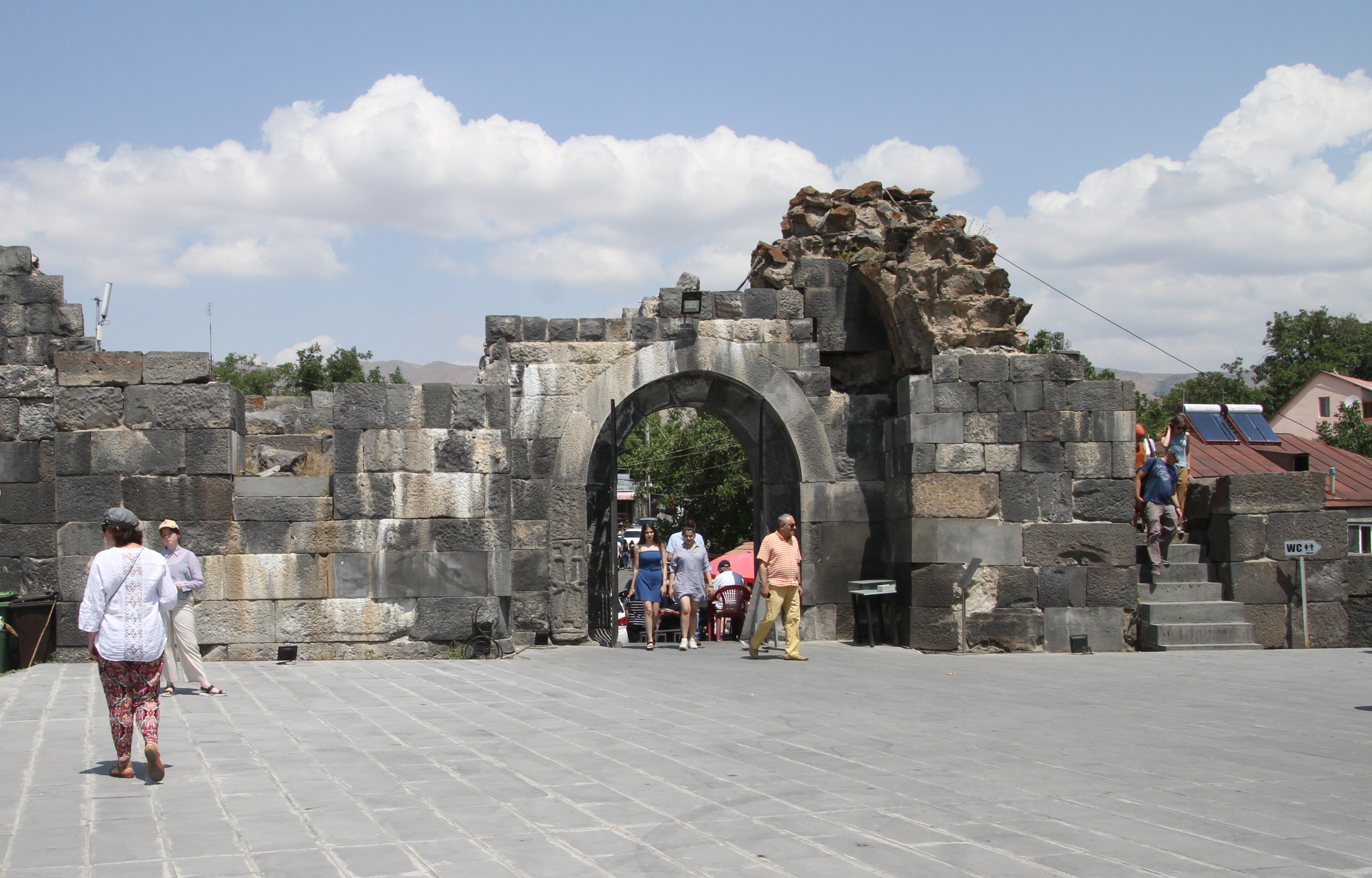
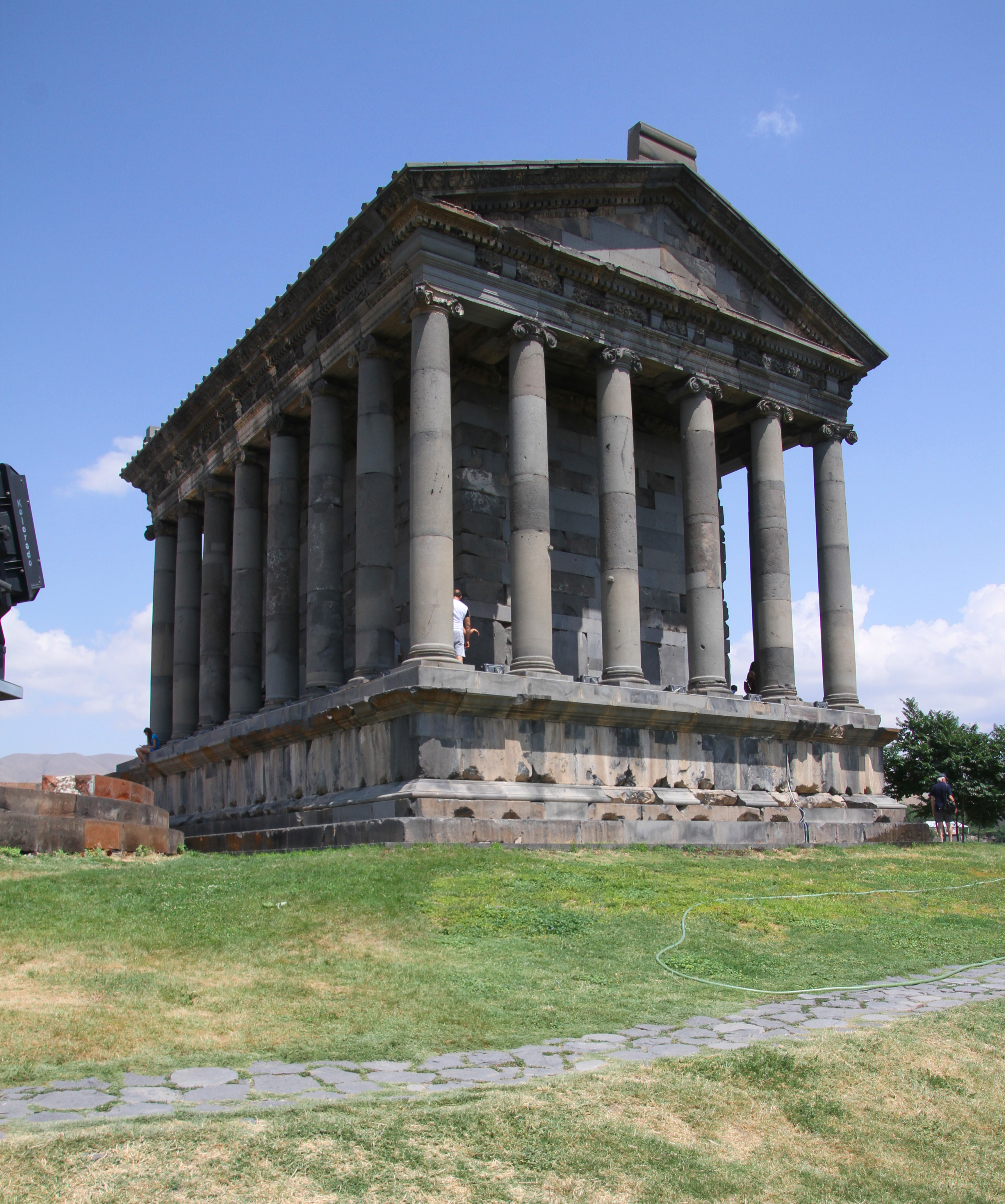
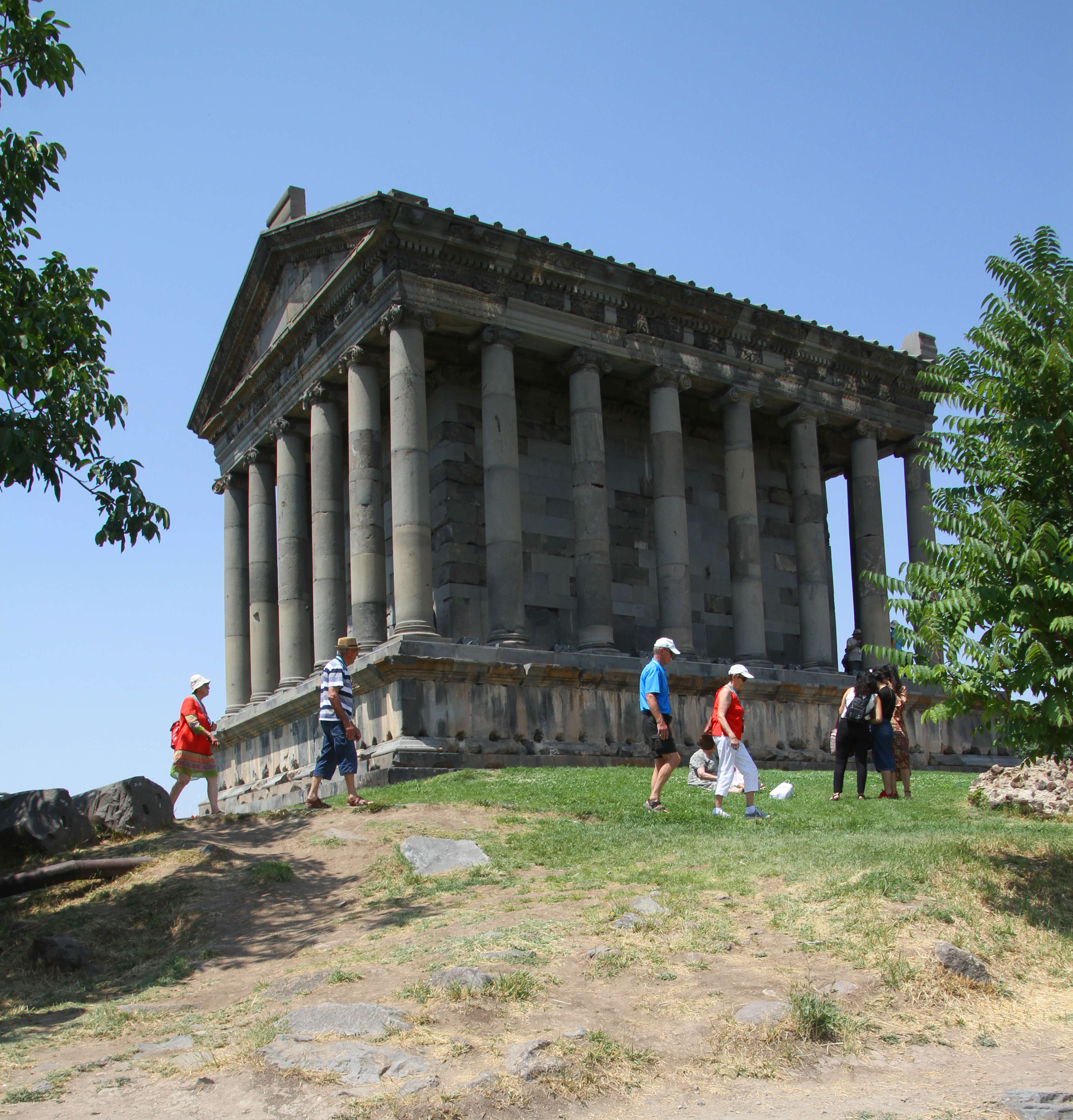
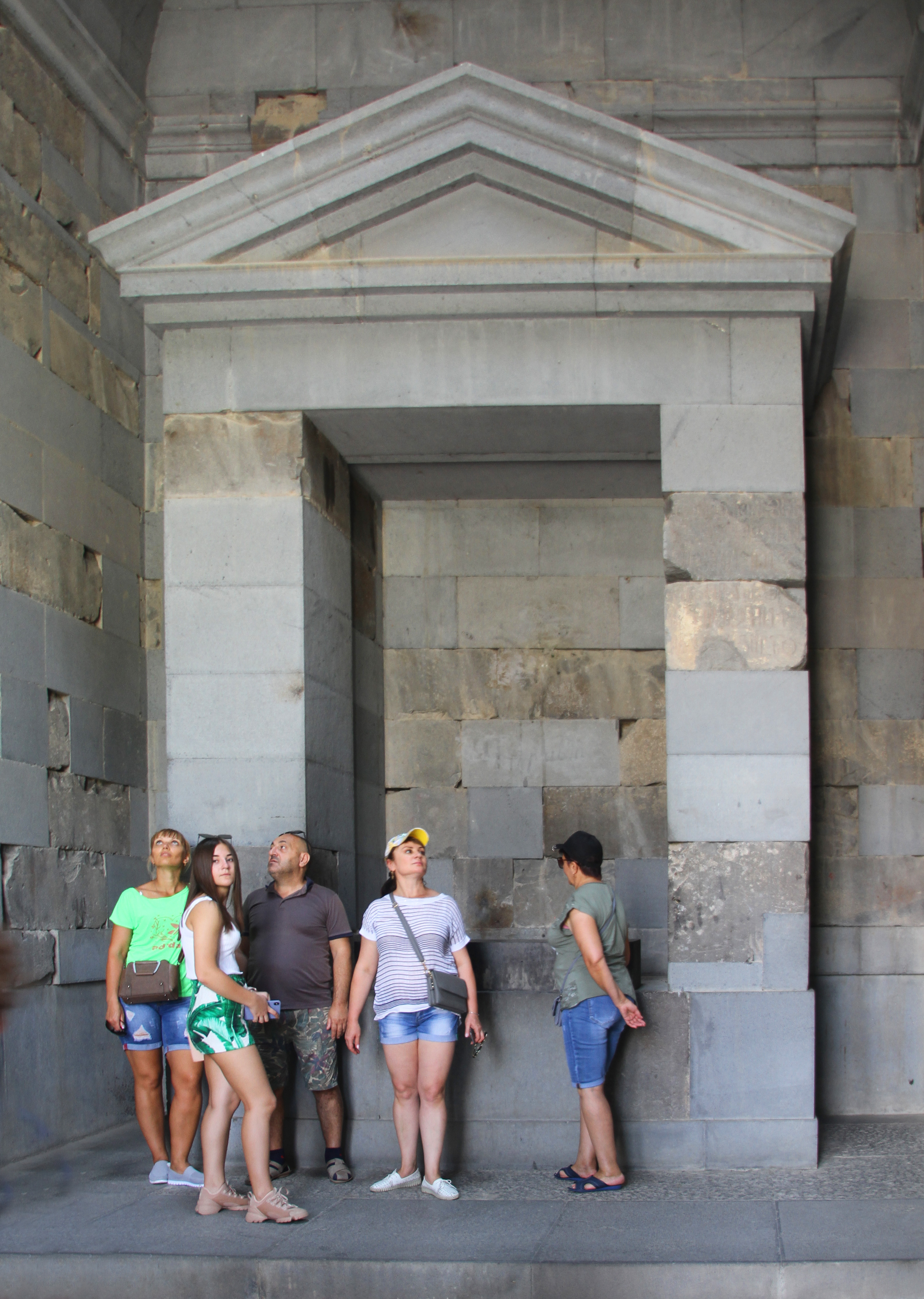
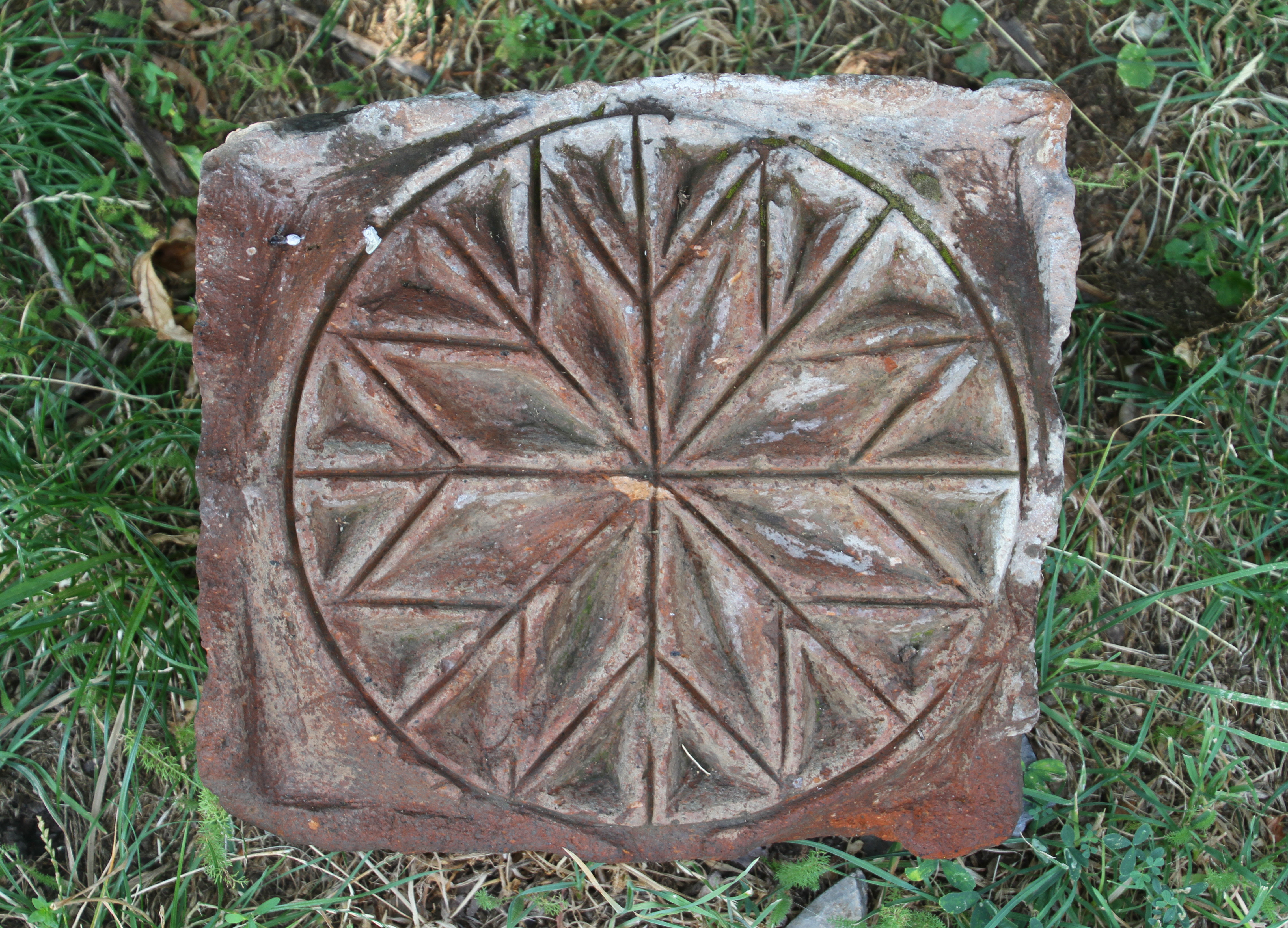